# 阿佩普
阿波菲斯（Apophis），或譯阿佩普（Apep），為古埃及神話中的神，被認為是破壞、混沌、黑暗的化身，因此是拉（太陽神）和瑪亞特（真理和正義女神）的死對頭，祂常以巨蛇的形象出現在藝術作品中。阿佩普於埃及第八王朝中首次提及，祂以埃及第十四王朝的國王'Apepi和西克索國王阿波庇一世的名義而受到尊敬。

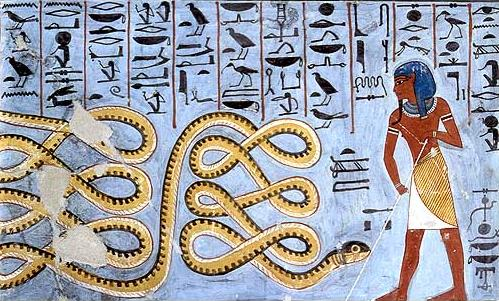
亞圖姆和阿佩普

## 發展史
| O29 · p · p |

| O29 · p · p |

| O29 · p · p |

| O29 · p · p |

由於阿波菲斯是拉最強大的對手，因此被封為「拉之勁敵」和「混沌之王」，其蛇的形象也獲得了許多稱號，如「來自尼羅河的巨蛇」、「邪龍」，傳說祂身長約48英尺，頭部由燧石組成，蛇及其他沙漠、水生等被視為太陽神敵對的動物圖像，已經發現繪製於阿姆拉特時期（西元前4000年）的C-ware碗（現存於開羅）緣上，此畫可能在描述拉乘坐一艘隱形船在打獵的場景。
雖然在大多數文本中阿佩普被形塑為一條巨蛇，但他有時也被描繪成鱷魚。
神話裡，少數對阿佩普起源的敘述為誕生於拉之後，並由祂的臍帶變化而成，除此之外，阿佩普並無出現在埃及的創世神學中，這隱約被解釋為祂非埃及神學的原始力量，而是拉誕生的連帶產出。以上表明了所謂「惡」在埃及神學中是個人與虛無鬥爭的結果。

## 與拉的鬥爭

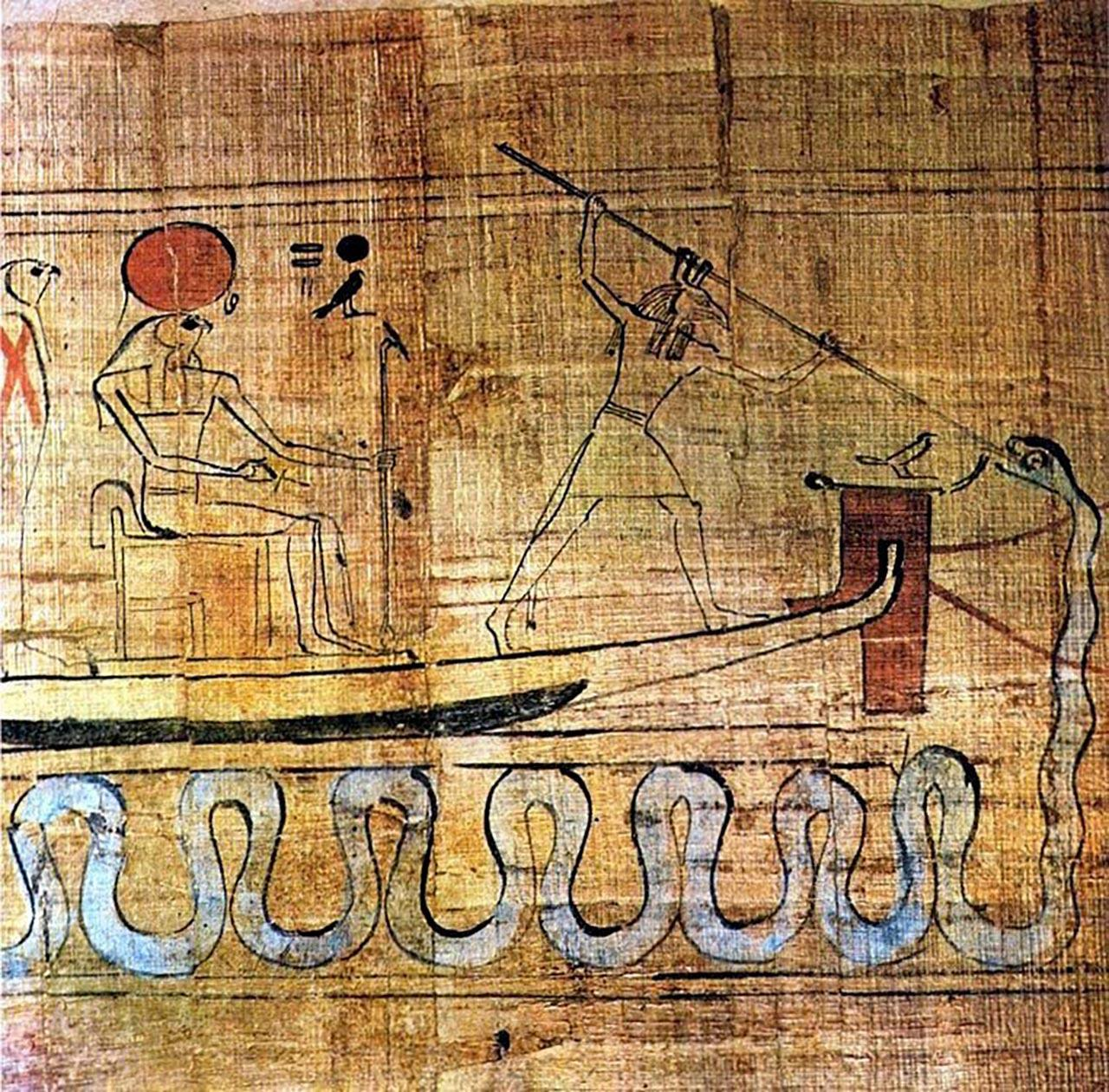
賽特將阿佩普斬首

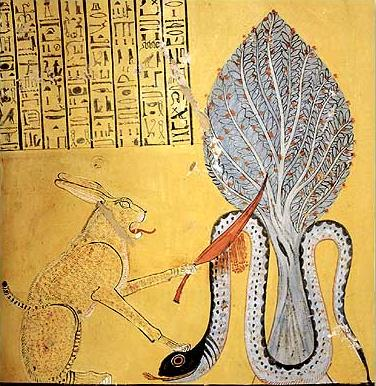
太陽神拉化身大貓，殺死混沌之蛇

阿波菲斯與拉的戰爭詳述於新王國時期，據說阿佩普每日必須躺在地平線之下，此舉止恰使祂成為冥界的一部份。某些故事裡祂在太陽西落之處的巴庫（Bakhu）山區等待著拉，也會於黎明之前潛伏在夜晚的第十區，由於阿佩普出沒的範圍十分廣泛，因此獲得「世界圍困者」的稱號，傳說祂的兇殘咆嘯會使整座冥界震盪。有時神話講述其實曾經擔任主神的阿波菲斯被拉所推翻，而受困冥府，或者是因為祂的惡行被監禁。
棺木文本記錄了阿波菲斯用充斥魔力的凝視壓制了拉和其隨從，之後與拉同行的守護者們、賽特以及拉之眼前來協助 ，由於阿佩普的行動會產生地震，因此他與賽特的對決可能是為了解釋雷暴的自然現象，在一項記載中拉最後化身成貓擊敗了阿佩普。

## 信仰
每晚拉的勝利被認為是祭司和信徒的祈禱所確保的，埃及人會進行一些儀式來抵抗阿波菲斯，並幫助拉繼續祂的天空之旅。
在年度的「驅逐混沌」（ Banishing of Chaos）儀式中，祭司會建造一座包含埃及所有邪惡與黑暗的阿佩普肖像，接著將其燒毀以保護人們免於受到祂的危害。祭司擁有一本《推翻阿佩普》（The Books of Overthrowing Apep）的詳細指導書，章節內描述了逐步肢解的處理流程：
對阿佩普吐痰
用左腳汙衊阿佩普
用長矛刺擊阿佩普
束縛阿佩普
用刀刃刺殺阿佩普
焚燒阿佩普
由於害怕祂會賜予惡魔力量，神祇必連同出現在凡有阿佩普的圖像中來制伏怪物。因阿佩普居住於冥界的緣故，祂有時被認為是「噬魂者」，所以死者會攜帶擊退阿佩普的咒語下葬。
《死者之書》並無多次明確表示拉擊敗的混沌之蛇叫作阿佩普，唯第七、第三十九版本有提及。

## 大眾文化
- ，2016年電影，以能吞噬尼罗河的巨大蠕虫形黑雾形态出现。
- ，1997年-2007年美国科幻电视剧。

## 其他
- 小行星99942，於2004年由NASA發現的一顆近地小行星，曾一度被預測將於2029年撞擊地球，後來該預測被破解。